# Pargitaguse
Pargitaguse est un village de la Commune de Jõhvi du Comté de Viru-Est en Estonie. Au 1er janvier 2012, il compte six habitants